# الخوارية (ميدي)

تعديل مصدري - تعديل

الخوارية هي إحدى قرى عزلة بني فايد بمديرية ميدي التابعة لمحافظة حجة، بلغ تعداد سكانها 213 نسمة حسب تعداد اليمن لعام 2004.